# Носов, Григорий Иванович
Григорий Иванович Но́сов (1905, Катав-Ивановск — 1951) — советский инженер-металлург, главный инженер (1939—1940), директор Магнитогорского металлургического комбината (1940—1951). Лауреат двух Сталинских премий второй степени.

## Биография
Родился 6 (18) ноября 1905 года в Катав-Ивановске Уфимской губернии (ныне — в Челябинской области). В семье Носовых было девять человек. Отец и дед Носова долгие годы проработали на металлургическом заводе.

### Трудовая деятельность
Первым рабочим местом Носова стал Усть-Катавский вагонный завод, куда он устроился в 1921 году, работал учеником слесаря. В 1925 году окончил рабочий факультет Уфимского института.
В 1930 году окончил Томский технологический институт, инженер-металлург. Поступил в аспирантуру Сибирского металлургического института на кафедру металлургии стали, преподавал в этом же институте, возглавлял лабораторию горнозаводского анализа.
В 1932—1939 годах мастер, главный инженер КМК.
В 1939 году Григорий Иванович Носов назначен главным инженером ММК имени И. В. Сталина.

### Директор Магнитогорского металлургического комбината
В 1940 году Григорий Иванович Носов сменил П. И. Коробова на посту директора одного из крупнейших металлургических предприятий СССР ММК имени И. В. Сталина.
При нём на ММК построены две доменные печи, 4 коксовые батареи, 5 мартеновских печей, броневой стан, паровоздуходувная станция, группа специальных цехов и др. Депутат ВС СССР 2-го созыва (1946—1950).
Освоены новые технологии и производства для армии:
- выплавка броневой стали в большегрузных мартеновских печах с основным подом
- прокатка броневого листа на обыкновенном блюминге
- отливка бронеколпаков для дотов, башен для танков КВ
- производство ферромарганца и ферросилиция на основе местных руд
- прокатка траковых и бандажных полос для танков, и другое.

### Смерть
Летом 1951 года Григорий Носов с женой поехал в Кисловодск в первый отпуск после Великой Отечественной войны. Григорий Иванович умер в Кисловодске 7 августа 1951 года..
Гроб с его телом был доставлен в Магнитогорск и установлен в Дворце культуры металлургов, прощание с директором длилось два дня. На похороны прибыли представители Кузнецкого, Белорецкого, Нижнетагильского и других металлургических предприятий, представители Челябинской области, три заместителя министра чёрной металлургии СССР, а также десятки тысяч магнитогорцев.
Григорий Иванович Носов похоронен 11 августа 1951 года на Левобережном кладбище города Магнитогорска.

## Семья
Был женат на Алле Дмитриевне Носовой (1910—1972). Дети и внуки Григория Носова внесли значительный вклад в развитие металлургии в Советском Союзе и современной России.
- Дмитрий Григорьевич Носов (1932—1983) — советский инженер-сталеплавильщик, выпускник Магнитогорского горно-металлургического института (1955), волейболист, работал на Магнитогорском металлургическом комбинате с 1955 до 1966 года, прошёл трудовой путь от подручного сталевара до заместителя главного сталеплавильщика предприятия. С 1976 года работал на Орско-Халиловском металлургическом комбинате главным сталеплавильщиком, а позже начальником производственного отдела. С 1981 года назначен начальником производственного отдела ВПО Союзметаллургпром Минчермета СССР[8].
  - Алексей Дмитриевич Носов (родился в 1959 году) — советский и российский инженер-сталеплавильщик, Магнитогорского горно-металлургического института (1981), кандидат технических наук, возглавлял металлургические предприятия Магнитогорска, депутат Магнитогорского городского собрания депутатов[9].
- Константин Григорьевич Носов (1937—1996) — советский и украинский инженер-сталеплавильщик, выпускник Магнитогорского горно-металлургического института (1959), работал на Магнитогорском металлургическом комбинате, в 1976—1981 годах возглавлял производственный отдел предприятия. В 1981 году стал главным инженером Макеевского металлургического комбината, в 1982—1985 годах был директором Днепродзержинского металлургического завода, а затем до 1993 года руководил Криворожсталью[8].
  - Сергей Константинович Носов (родился в 1961 году) — советский и российский инженер-сталеплавильщик, выпускник Магнитогорского горно-металлургического института (1983)[8], доктор технических наук, генеральный директор Нижнетагильского металлургического комбината (1999—2005), мэр Нижнего Тагила (2012—2018), губернатор Магаданской области (с 2018 года)[10].

## Память
Имя Григория Ивановича Носова было присвоено Магнитогорскому горно-металлургическому институту (ныне — Магнитогорский государственный технический университет), а также площади в Ленинском районе города Магнитогорска.

## Награды
- три ордена Ленина
- орден Трудового Красного Знамени
- Сталинская премия II степени (10 апреля 1942) — за разработку новой марки броневой стали и процесса её производства
- Сталинская премия II степени (1951) — за коренное усовершенствование технологии и управления производством на ММК имени И. В. Сталина